# القارة (شبام)

'

تعديل مصدري - تعديل

القارة هي إحدى قرى عزلة شبام بمديرية شبام التابعة لمحافظة حضرموت، بلغ تعداد سكانها 2105 نسمة حسب تعداد اليمن لعام 2004.